# Goodbye to Gravity
Goodbye to Gravity — румынская хэви-метал группа из Бухареста, существовавшая с 2011 по 2015 год. Четверо из пяти участников группы погибли в результате пожара в ночном клубе Colectiv в Бухаресте, который произошёл 30 октября 2015 года во время их выступления: двое из них погибли сразу на месте пожара, а остальные два скончались в больнице.

## История
Группа впервые собралась в 2010 году, хотя публично они не выступали до 2011 года. Фронтмен Андрей Галуц, ранее победивший в румынском шоу талантов Megastar на Prima TV, заручился помощью всей группы, включая бывших участников румынской группы Thunderstorm, чтобы группа заработала.
В 2012 году группа выпустила одноименный дебютный альбом, получивший теплый прием и постепенно завоевавшая репутацию в Румынии. В результате успеха Goodbye to Gravity группа подписала контракт с румынским отделением Universal Music и выступала на фестивалях в таких странах, как Германия, Португалия и Италия. В 2015 году группа приступила к работе над своим вторым альбомом, включив в музыку больше научно-фантастических тем. Альбом был анонсирован как Mantras of War с датой выхода 30 октября. В честь релиза группа объявила о бесплатном концерте в ночном клубе Colectiv в Бухаресте.

### Пожар в ночном клубе Colectiv
На вечеринке в честь релиза альбома Mantras of War 30 октября 2015 года в ночном клубе Colectiv в Бухаресте фейерверк вызвал смертельный пожар, который значительно ускорился из-за полиуретановой пены, используемой в клубе для гашения звуковых волн. Пожар случился после исполнения песни «The Day We Die». В результате пожара 64 человека погибли, еще больше были госпитализированы. Вокалист Андрей Галуц, басист Алекс Паску и барабанщик Богдан Энаке (также известный как Богдан Лавиниус) были госпитализированы с травмами, а гитаристы Влад Целя и Михай Александру погибли в огне.
Энаке скончался 8 ноября во время транспортировки в больницу в Цюрихе, Швейцария Паску, которого перевели в больницу в Париже, Франция, и подруга Галуца Мадалина Струнгару умерли 11 ноября. Лейбл Universal Music Romania, с которым группа подписала контракт, согласился пожертвовать все доходы от продажи Mantras of War на помощь пострадавшим в результате пожара.
По инициативе немецкого поклонника группы имена погибших музыкантов были выгравированы на микрочипе на борту спускаемого аппарата NASA InSight. Были зарегистрированы люди из 230 стран, в том числе 8 тысяч из Румынии.
Из всего состава группы выжил лишь вокалист Андрей Галуц, получивший ожоги 45% тела. После пожара в клубе Colectiv группа Goodbye to Gravity прекратила своё существование.

## Участники группы
- Андрей Галуц (рум. Andrei Găluț) — вокал
- Михай Александру (рум. Mihai Alexandru) — гитары (2011—2015, погиб при пожаре)
- Влад Целя (рум. Vlad Țelea) — гитары (2011—2015, погиб при пожаре)
- Алекс Паску (рум. Alex Pascu) — бас (2011—2015, скончался 11 ноября 2015 г.)
- Богдан Энаке (рум. Bogdan Enache) — ударные (2011—2015, скончался 8 ноября 2015 г.)

## Дискография
- Goodbye to Gravity (2012)
- Mantras of War (2015)[16]